# 소경 (전한)
소경(蕭慶, ? ~ 기원전 118년)은 전한 중기의 제후로, 개국공신 소하의 증손이자 소칙의 아들이다.

## 행적
원수 3년(기원전 120년), 찬후(酇侯)에 봉해져 소하의 작위인 열후가 후손들에게 전해져오다 끊어진 것을 이어받았으나 2년 후 죽었다. 시호를 공(恭)이라 하였고, 아들 소수성이 이었다.

## 출전
- 사마천, 《사기》 권18 고조공신후자연표

| 선대 (첫 봉건) | 전한의 찬후 기원전 120년 ~ 기원전 118년 | 후대 아들 소수성 |